# Joe Sempolinski

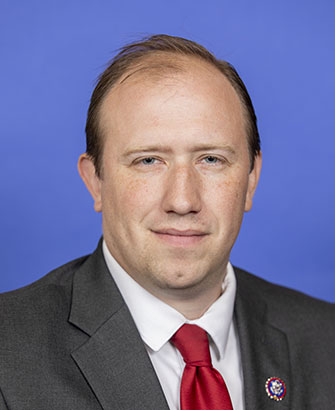
Joe Sempolinski (2022)

Joseph Michael Sempolinski (* 10. Februar 1983 in Elmira, New York) ist ein US-amerikanischer Politiker (Republikanische Partei).

## Frühe Jahre
Joseph Michael Sempolinski graduierte an der Corning-Painted Post West High School in Painted Post (New York). Er machte einen Bachelor of Arts an der Georgetown University sowie einen Master of Arts und einen Master of Philosophy an der Yale University.

## Politischer Werdegang
Zwischen 2010 und 2015 arbeitete Sempolinski im Büro vom US-Abgeordneten Tom Reed, einschließlich des Postens als District Director. Als Mitglied der Republikanischen Partei bekleidete er den Posten als Vorsitzender im Steuben County Republican Committee. Am 23. August 2022 wurde er in einer Nachwahl im 23. New Yoker Wahlbezirk in das US-Repräsentantenhaus gewählt. Zum Zeitpunkt seiner Wahl war er Chief of Staff im Büro vom New York State Assembly Abgeordneten Joseph Giglio. Sempolinski hielt seinen Posten im US-Repräsentantenhaus bis Anfang 2023.